# 郁慕明
郁 慕明（いく ぼめい、1940年7月19日 - ）は、中華民国の政治家。元新党主席。

## 略歴
- 1940年7月19日、上海に生まれる[1]。
- 1948年、父親郁元英に連れられ台湾に引っ越す[1]。
- 1969年、国防医学院薬学系曁生物形態研究所卒業[1]。
- 1971年、米国のカリフォルニア大学サンフランシスコ校へ留学した[1]。
- 帰国後は国防医学院、台北医学院、文化大学、交通大学、政戦学校などで教授を歴任した[2]。
- 1980年、中華民国十大傑出青年当選[1]。
- 1981年、第四回台北市議員当選。1985年、再選。
- 1993年8月、新党成立、中国国民党退党、新党に加入[1]。新党立法院党団召集人、新党全委会召集人、秘書長等を歴任する[1]。
- 2003年、新党主席に選出され、2005年、2007年連任[1]。
- 2005年7月、中国大陸を訪問し、胡錦濤中国共産党総書記（最高指導者）との会談を実現した[3]。
- 2014年9月26日、中国大陸を訪問し、習近平中国共産党総書記（最高指導者）との会談。
- 2015年9月3日、抗日戦勝70周年式典の閲兵式にも出席していた。
- 他に中華民国退役軍人協会常務董事を務めた[2]。